# Кубок мира по вольной борьбе 1980
Кубок мира по вольной борьбе 1980 года прошёл 29 — 30 марта в Толидо (США) на арене Сентенниел-Холл. Соревнования проводились под эгидой ФИЛА и Союза спортсменов любителей США. Обладателем кубка мира впервые в истории этих соревнований стала сборная США.

## Общий зачёт
| Место | Страна |
| ----- | ------ |
| 1     | США    |
| 2     | СССР   |
| 3     | Канада |
| 4     | Япония |
| 5     | Африка |

## Финалисты в индивидуальном зачёте
| Категория | 1                 | 2                  | 3                | 4                 | 5                   |
| --------- | ----------------- | ------------------ | ---------------- | ----------------- | ------------------- |
| 48 кг     | Бобби Уивер       | Роман Дмитриев     | Синити Исикава   | Рон Монкур        | Абдель Камаль Эддин |
| 52 кг     | Джин Миллс        | Яраги Шугаев       | Рэй Такахаси     | Коити Канно       | Абдельмажио Караван |
| 57 кг     | Сергей Белоглазов | Ник Галло          | Майк Барри       | Дзюнъити Ноидзуми | Али Ласкар          |
| 62 кг     | Виктор Алексеев   | Андре Мецгер       | Эгон Бейлер      | Кодзи Сато        |                     |
| 68 кг     | Дейв Шульц        | Николай Петренко   | Тосихиро Ямагути | Клайв Ллевеллин   | Аллали Эль-Ахдар    |
| 74 кг     | Лерой Кемп        | Пётр Марта         | Брайан Ренкен    | Хисао Тая         | Рабах Кассом        |
| 82 кг     | Джон Петерсон     | Александр Маркович | Даг Кокс         | Хироаки Мочизуки  | Мохамед Аль-Ашрам   |
| 90 кг     | Бен Петерсон      | Алаш Даудов        | Ричард Дешатлец  | Кацуару Ито       | Чамис Абу Самра     |
| 100 кг    | Иван Ярыгин       | Ларри Биленберг    | Уайатт Уишарт    | Ибрахима Сарр     | Хироаки Обаяси      |
| +110 кг   | Джимми Джексон    | Сослан Андиев      | Мамаду Сахо      | Синити Мацуура    |                     |